# Hamburger Edition
Die Hamburger Edition HIS Verlagsges. mbH, kurz Hamburger Edition, ist der Verlag des Hamburger Instituts für Sozialforschung (HIS) mit Sitz in dessen Räumen. Gegründet wurde der Wissenschaftsverlag für Publikationen aus den Bereichen Soziologie, Geschichte und Politikwissenschaft 1994. Neben Monografien, Sammelwerken, Essay- und Debattenbüchern erscheint die sozialwissenschaftliche und zeithistorische Fachzeitschrift des Instituts, Mittelweg 36, ebenfalls im Verlag.

## Struktur
Der Verlag hat die Rechtsform einer GmbH. Alleingesellschafter ist das HIS, Geschäftsführer war zunächst Jan Philipp Reemtsma. Birgit Otte leitete den Verlag Hamburger Edition operativ von Beginn an, von 2015 bis 31. August 2020 vollständig geschäftsführend. Seit 1. Januar 2021 ist Isabell Trommer geschäftsführende Verlagsleiterin.
Neben Arbeitsergebnissen von Wissenschaftlerinnen und Wissenschaftlern des Instituts und aus anderen deutschsprachigen Forschungskontexten werden auch viele Schriften in das Verlagsprogramm aufgenommen, die übersetzt und als Originalausgabe oder in Lizenz verlegt werden.

## Entstehung und Entwicklung
Ergebnisse der Forschungen am HIS wurden zunächst in unterschiedlichen Verlagen veröffentlicht. Im Herbst 1994 erfolgte die Gründung des hauseigenen Verlags, der im Frühjahr 1995 erstmals Bücher präsentierte. Inhaltlich befassten sie sich mit Themen, die bis heute die Arbeit am HIS prägen: Antisemitismus, Nationalismus, Stalinismus, Fremdenfeindlichkeit sowie zur Theorie und Geschichte der Gewalt und zur Entstehung von Massenverbrechen wie Genozid und deren juristischen und gesellschaftlichen Folgen.
Im Lauf der Jahre folgte das Programm den erweiterten und sich wandelnden Forschungsthemen des HIS. Es umfasst mittlerweile auch Beiträge zur Demokratietheorie, zur Theorie und Realität des Wohlfahrtsstaats, zur Analyse des politischen Protests (insbesondere in der Bundesrepublik Deutschland), zur Erforschung der Arbeitswelt im Wandel sowie zur Reflexion sozialer Ungleichheit und Exklusion.
Seit 2005 erscheint in der Hamburger Edition zudem die kleine reihe, die aktuelle Themen aufgreift und sie im Pocket-Format präsentiert. 2012 richtete der Verlag eine Schriftenreihe ein, die Studien zur Gewaltgeschichte des 20. Jahrhunderts. Als ihre Herausgeber fungierten Jörg Baberowski, Bernd Greiner und Michael Wildt, seit 2016 auch Stefanie Schüler-Springorum.
Die 1992 gegründete Institutszeitschrift Mittelweg 36 erscheint seit 1994 in zweimonatlichem Turnus im Verlag. Deren Redaktion befindet sich ebenfalls in den Räumen des HIS. Sie setzt sich aus neun Personen zusammen. Geschäftsführender Redakteur seit 2002 ist Martin Bauer. Seit 2021 gehört zudem Jens Bisky zur Redaktionsleitung.
Das lieferbare Programm der Hamburger Edition umfasst mehr als 200 gedruckte Publikationen. Über zwei Drittel der Titel sind auch in digitaler Form vor (EPUB und PDF) erhältlich.
Im Februar 2025 wurde bekannt, dass die Edition ab dem 1. Januar 2028 als Imprint im Göttinger Wallstein Verlag erscheinen soll.

## Autoren
Mehr als 500 Autorinnen und Autoren haben Bücher in der Hamburger Edition oder Beiträge in bei diesem Verlag publizierten Sammelwerken veröffentlicht; hinzu kommen weitere Autoren, deren Texte in der Zeitschrift Mittelweg 36 erschienen sind. Dazu gehören unter anderem Zygmunt Bauman, Heinz Bude, Robert Castel, Bernd Greiner, Gerd Hankel, Elizabeth Harvey, Ulrike Jureit, Wolfgang Kraushaar, Regina Mühlhäuser, Susan Neiman, Jan Philipp Reemtsma, Pierre Rosanvallon und Michael Wildt.